# کریستین پدرسن
کریستین پدرسن (دانمارکی: Kristian Pedersen؛ زادهٔ ۴ اوت ۱۹۹۴) بازیکن فوتبال اهل دانمارک است.
از باشگاه‌هایی که در آن بازی کرده است می‌توان به باشگاه فوتبال بیرمنگام سیتی، باشگاه فوتبال کویه، و باشگاه فوتبال یونیون برلین اشاره کرد.
وی همچنین در تیم‌های ملی فوتبال زیر ۲۱ سال دانمارک و دانمارک بازی کرده است.